# 1959 w literaturze
Wydarzenia literackie w 1959 roku.

## Wydarzenia
- polskie
  - powstał Społeczny Instytut Wydawniczy „Znak”
  - Jarosław Iwaszkiewicz objął funkcję prezesa Związku Literatów Polskich

## Proza beletrystyczna i literatura faktu

### Język polski
- Ferdynand Goetel – Nie warto być małym
- Tadeusz Konwicki – Dziura w niebie (Wydawnictwo Iskry)[1]
- Stanisław Lem
  - Eden (Wydawnictwo Iskry)[2]
  - Inwazja z Aldebarana (Wydawnictwo Literackie)[3]
  - Śledztwo (Wydawnictwo Ministerstwa Obrony Narodowej)[4]
- Aleksander Minkowski
  - Nigdy na świecie (Wydawnictwo Łódzkie)[5]
  - Wahania (Spółdzielnia Wydawnicza „Czytelnik”)[6]
- Sławomir Mrożek – Wesele w Atomicach (Wydawnictwo Literackie)[7]
- Edmund Niziurski – Niewiarygodne przygody Marka Piegusa (Wydawnictwo „Nasza Księgarnia”)[8]
- Michał Kryspin Pawlikowski – Dzieciństwo i młodość Tadeusza Irteńskiego. Powieść
- Alfred Szklarski – Tomek na wojennej ścieżce (Wydawnictwo „Śląsk”)[9]
- Lucjan Wolanowski – Żywe srebro

### Inne języki
- Saul Bellow – Henderson, król deszczu (Henderson the Rain King)
- William S. Burroughs – Nagi lunch (Naked Lunch)
- Agatha Christie – Kot wśród gołębi (Cat Among the Pigeons)
- Barbara Comyns – Córka weterynarza (The Vet's Daughter)
- Shūsaku Endō – Szaleniec? (Obakasan)
- Ian Fleming – Goldfinger
- Günter Grass – Blaszany bębenek (Die Blechtrommel)
- Robert A. Heinlein – Kawaleria kosmosu (Starship Troopers)
- James Jones – Pistolet (The Pistol)
- Alan Sillitoe – Samotność długodystansowca (The Loneliness of the Long Distance Runner)
- John Updike – The Same Door
- Kurt Vonnegut – Syreny z Tytana (The Sirens of Titan)
- Robert Bloch – Psychoza (Psycho)

## Nowe dramaty
- polskie
  - Sławomir Mrożek – Męczeństwo Piotra Oheya

- zagraniczne
  - Tennessee Williams – Słodki ptak młodości (Sweet Bird of Youth)
  - Eugène Ionesco – Nosorożec (Rhinocéros)

## Poezja

### Język polski
- Miron Białoszewski – Rachunek zachciankowy
- Stanisław Grochowiak – Rozbieranie do snu
- Józef Łobodowski – Pieśń o Ukrainie (poemat)
- Beata Obertyńska – Ballada o chorym księżycu

### Inne języki
- Paul Celan – Krata mowy (Sprachgitter)
- Allen Ginsberg – Kadysz (Kaddish)
- Donald Davie – The Forests of Lithuania[10]

## Nowe prace naukowe
- zagraniczne
  - Józef Tadeusz Milik – Ten Years of Discovery in the Wilderness of Judaea (razem z Johnem Strugnellem)

## Urodzili się
- 4 stycznia – Fernando Aramburu, hiszpański pisarz
- 7 stycznia – Friedrich Ani, niemiecki pisarz
- 9 stycznia – Ridvan Dibra, albański prozaik, poeta i dziennikarz
- 16 stycznia – Włodzimierz Szturc, polski historyk literatury
- 18 stycznia – Antonio Socci, włoski pisarz i publicysta katolicki
- 20 stycznia
  - Tami Hoag, amerykańska pisarka
  - R.A. Salvatore, amerykański pisarz science fiction i fantasy
- 23 stycznia – Dagna Ślepowrońska, polska poetka i autorka książek dla dzieci
- 6 lutego – Benedykt Kozieł, polski poeta
- 8 lutego – Arkadiusz Sann, polski poeta i prozaik (zm. 2016)
- 13 lutego – Maureen McHugh, amerykańska pisarka fantastyki
- 15 lutego – Jed Rubenfeld, amerykański pisarz i profesor prawa
- 18 lutego – Hallgrímur Helgason, islandzki pisarz, malarz, tłumacz i publicysta
- 26 lutego – Katarzyna Ryrych, polska poetka, autorka książek dla dzieci
- 27 lutego – Ivica Matešić, chorwacki pisarz i publicysta (zm. 2020)
- 7 marca – Jazep Januszkiewicz, białoruski pisarz, poeta, tłumacz, archiwista
- 8 marca – Adam Cebula, polski pisarz science fiction
- 15 marca – Ben Okri, nigeryjski powieściopisarz i poeta
- 29 marca – Dariusz Muszer, polsko-niemiecki prozaik, poeta, publicysta
- 30 marca – Kevin Brooks, brytyjski pisarz
- 6 kwietnia – Tadeusz Karabowicz, polski poeta i tłumacz
- 22 kwietnia – Izabella Klebańska, polska autorka książek dla dzieci (zm. 2025)
- 1 maja – Yasmina Reza, francuska aktorka i dramatopisarka
- 2 maja – Zoé Valdés, kubańska pisarka i poetka
- 3 maja – Ben Elton, brytyjski dramaturg i powieściopisarz
- 6 maja – Didier Conrad, francuski pisarz i scenarzysta komiksowy
- 8 maja – Grzegorz Drukarczyk, polski pisarz science fiction
- 13 maja
  - Wiesław Ciesielski, polski poeta
  - Ceruja Szalew, izraelska pisarka
- 14 maja – Petro Midianka, ukraiński poeta
- 20 maja – Marianne Curley, australijska autorka książek dla młodzieży
- 23 maja – Andrzej Piskulak, polski pisarz, publicysta
- 26 maja – Jerzy Sikora, polski poeta, krytyk literacki, literaturoznawca
- 27 maja – Cezary Wodziński, polski eseista i tłumacz (zm. 2016)
- 28 maja
  - Bernardine Evaristo, brytyjska pisarka
  - Małgorzata Malicka, polska dziennikarka i poetka
  - Meg Wolitzer, amerykańska pisarka
- 29 maja – Andrzej Sosnowski, polski poeta i tłumacz
- 7 czerwca – Tomasz Bocheński, polski eseista, literaturoznawca
- 15 czerwca – John Moore, amerykański pisarz
- 18 czerwca
  - Aline Kiner(inne języki), francuska pisarka (zm. 2019)
  - Viveca Sten, szwedzka pisarka
- 25 czerwca – Barbara Rosiek, polska pisarka i poetka (zm. 2020)
- 12 lipca – Wiesław Janusz Mikulski, polski poeta
- 19 lipca – Vigdis Hjorth, norweska pisarka
- 28 lipca – William T. Vollmann, amerykański pisarz, dziennikarz i eseista
- 1 sierpnia – Jan Henrik Swahn, szwedzki pisarz oraz tłumacz
- 8 sierpnia – Kim Bridgford, amerykańska poetka, pisarka i krytyk literacki (zm. 2020)
- 9 sierpnia – Eda Ostrowska, polska poetka i prozaiczka
- 13 sierpnia – Mikael Niemi, szwedzki pisarz
- 17 sierpnia – Jonathan Franzen, amerykański pisarz i eseista
- 27 sierpnia – Jeanette Winterson, brytyjska pisarka i feministka
- 28 sierpnia – Václav Burian, czeski poeta, krytyk literacki, publicysta i tłumacz (zm. 2014)
- 31 sierpnia – Sali Bashota, jugosłowiański oraz kosowski poeta, prozaik i krytyk literacki
- 9 września – Matti Rönkä, fiński pisarz
- 13 września – Tomasz Bochiński, polski pisarz fantastyki
- 15 września – Andreas Eschbach, niemiecki pisarz science fiction i wydawca fantastyki
- 16 września – Asif Farrukhi, pakistański pisarz, tłumacz i krytyk literacki (zm. 2020)
- 29 września – Jon Fosse, norweski pisarz i dramaturg, laureat Nagrody Nobla
- 5 października – Éric Halphen, francuski prawnik i pisarz
- 7 października – Steven Erikson, kanadyjski pisarz fantasy
- 15 października – Stephen Clarke, brytyjski dziennikarz i pisarz
- 16 października – Andrzej Drzewiński, polski pisarz fantastyki
- 22 października – Kazimierz Szymanowski, polski poeta
- 24 października – Jarosław Zalesiński, polski poeta
- 30 października – Jerry D. Thomas, amerykański autor książek dla dzieci (zm. 2019)
- 31 października – Neal Stephenson, amerykański pisarz
- 1 listopada – Susanna Clarke, brytyjska pisarka fantasy
- 10 listopada – Mirosław Spychalski, polski prozaik
- 13 listopada – José Carlos Somoza, hiszpański pisarz pochodzenia kubańskiego
- 15 listopada – Tibor Fischer, brytyjski pisarz pochodzenia węgierskiego
- 19 listopada – Monika Sznajderman, polska antropolożka kultury, wydawczyni i pisarka
- 20 listopada – Orlando Figes, brytyjski historyk i pisarz
- 26 listopada – Zdzisław Błoński, polski poeta (zm. 2019)
- 28 listopada – Maria Ernestam, szwedzka pisarka i dziennikarka
- 1 grudnia – Wiesław Rzońca, polski literaturoznawca
- 7 grudnia – William King, brytyjski pisarz fantasy i science fiction
- 19 grudnia – Marija Matios, ukraińska poetka i prozaiczka
- 28 grudnia – Andy McNab, angielski pisarz i były żołnierz

Data dzienna nieznana:
- Erica Bauermeister, amerykańska powieściopisarka i pamiętnikarka
- Amanda Craig, brytyjska pisarka
- Elisabeth Herrmann, niemiecka pisarka
- Agnieszka Jarzębowska, polska poetka
- Andrzej Kopacki, polski poeta, tłumacz, eseista
- Gwyneth Lewis, walijska poetka

## Zmarli
- 3 stycznia – Edwin Muir, szkocki poeta, pisarz i tłumacz (ur. 1887)
- 7 stycznia – Boris Ławrieniow, rosyjski pisarz (ur. 1891)
- 21 stycznia – Stanisław Młodożeniec, polski poeta, współtwórca futuryzmu (ur. 1895)
- 17 marca – Galaktion Tabidze, gruziński poeta (ur. 1892)
- 26 marca – Raymond Chandler, amerykański pisarz powieści kryminalnych (ur. 1888)
- 17 kwietnia – Boris Szyriajew, rosyjski dziennikarz, publicysta, poeta i pisarz (ur. 1887)
- 7 czerwca – Petras Vaičiūnas, litewski poeta i dramaturg (ur. 1890)
- 23 czerwca – Boris Vian, francuski pisarz, poeta i tłumacz (ur. 1920)
- 3 lipca – Johan Bojer, norweski pisarz, epik, reprezentant realizmu (ur. 1872)
- 17 lipca – Peter Egge, norweski pisarz, dziennikarz i dramatopisarz (ur. 1869)
- 26 lipca – Manuel Altolaguirre, hiszpański poeta (ur. 1905)
- 21 sierpnia – Helena Bychowska, pisarka i tłumaczka (ur. 1909)
- 14 września – Laxmi Prasad Devkota, nepalski pisarz i polityk (ur. 1909)
- 27 września – Herman Wildenvey, norweski poeta i tłumacz (ur. 1885)
- 18 września – Benjamin Péret, francuski poeta (ur. 1899)

## Nagrody
- Nagroda Nobla – Salvatore Quasimodo
- Nagroda Pulitzera (poezja) – Stanley Kunitz za Wiersze wybrane 1928–1958 (Selected Poems 1928–1958)